# Liste des monuments historiques du Doubs
Cet article recense les monuments historiques du Doubs (France), à l'exclusion de ceux de Besançon et Montbéliard qui font l'objet de deux articles séparés.

## Statistiques
Au 21 juillet 2025, le Doubs compte 492 édifices comportant au moins une protection au titre des monuments historiques, dont 103 sont classés et 422 sont inscrits. Le total des monuments classés et inscrits est supérieur au nombre total de monuments protégés car plusieurs d'entre eux sont à la fois classés et inscrits.

## Liste
Du fait du nombre important de protections dans deux communes du département, elles disposent d'une liste séparée :
- pour Besançon, voir la liste des monuments historiques de Besançon ;
- pour Montbéliard, voir la liste des monuments historiques de Montbéliard.

| Monument                                                                      | Commune                                | Adresse                                                     | Coordonnées                      | Notice         | Protection            | Date                 | Illustration |
| ----------------------------------------------------------------------------- | -------------------------------------- | ----------------------------------------------------------- | -------------------------------- | -------------- | --------------------- | -------------------- | --- |
| Prieuré de Lieu-Dieu                                                          | Abbans-Dessous                         |                                                             | 47° 08′ 21″ nord, 5° 52′ 41″ est | « PA00101434 » | Inscrit               | 1942                 | Prieuré de Lieu-Dieu |
| Château de Jouffroy-d'Abbans                                                  | Abbans-Dessus                          |                                                             | 47° 07′ 21″ nord, 5° 52′ 56″ est | « PA00101435 » | Inscrit Classé        | 1992 1993            | Château de Jouffroy-d'Abbans |
| Monument aux morts                                                            | Abbévillers                            | Sous le porche de la mairie                                 | 47° 25′ 52″ nord, 6° 55′ 08″ est | « PA25000094 » | Inscrit               | 2022                 | Monument aux morts |
| Croix d'Amathay-Vésigneux                                                     | Amathay-Vésigneux                      |                                                             | 47° 01′ 30″ nord, 6° 12′ 27″ est | « PA00101437 » | Classé                | 1910                 | Croix d'Amathay-Vésigneux |
| Église de l'Assomption d'Anteuil                                              | Anteuil                                | Place de Église                                             | 47° 23′ 11″ nord, 6° 33′ 34″ est | « PA25000052 » | Classé                | 2009                 | Église de l'Assomption d'Anteuil |
| Chalet Meiner                                                                 | Appenans                               |                                                             | 47° 26′ 43″ nord, 6° 34′ 20″ est | « PA25000027 » | Inscrit               | 2002                 | Chalet Meiner |
| Oratoire Notre-Dame de la Grêle                                               | Arcey                                  | Rue de Montbéliard                                          | 47° 30′ 53″ nord, 6° 40′ 02″ est | « PA25000086 » | Inscrit               | 2016                 | Oratoire Notre-Dame de la Grêle |
| École-mairie d'Arc-sous-Cicon                                                 | Arc-sous-Cicon                         | Place de la Mairie                                          | 47° 03′ 05″ nord, 6° 22′ 48″ est | « PA25000045 » | Inscrit               | 2005                 | École-mairie d'Arc-sous-Cicon |
| Église Saint-Laurent d'Arc-sous-Montenot                                      | Arc-sous-Montenot                      |                                                             | 46° 54′ 43″ nord, 5° 59′ 56″ est | « PA25000090 » | Inscrit               | 2018                 | Église Saint-Laurent d'Arc-sous-Montenot |
| Château d'Arc                                                                 | Arc-et-Senans                          | Grande-Rue                                                  | 47° 01′ 50″ nord, 5° 46′ 07″ est | « PA00101438 » | Inscrit               | 1984                 | Château d'Arc |
| Château de Roche-sur-Loue                                                     | Arc-et-Senans                          |                                                             | 47° 02′ 32″ nord, 5° 47′ 47″ est | « PA00101439 » | Inscrit               | 1974                 | Château de Roche-sur-Loue |
| Graduation de la Saline                                                       | Arc-et-Senans                          |                                                             | 47° 01′ 47″ nord, 5° 47′ 24″ est | « PA00101775 » | Inscrit               | 1991                 | Graduation de la Saline |
| Saline royale d'Arc-et-Senans                                                 | Arc-et-Senans                          |                                                             | 47° 02′ 00″ nord, 5° 46′ 39″ est | « PA00101440 » | Classé                | 1926 1940            | Saline royale d'Arc-et-Senans |
| Château d'Aubonne                                                             | Aubonne                                |                                                             | 47° 02′ 06″ nord, 6° 19′ 42″ est | « PA00101441 » | Inscrit               | 1979                 | Château d'Aubonne |
| Château d'Audincourt                                                          | Audincourt                             | 8 rue du Puits                                              | 47° 28′ 50″ nord, 6° 50′ 15″ est | « PA00101442 » | Inscrit               | 1984                 | Château d'Audincourt |
| Église de l'Immaculée-Conception d'Audincourt                                 | Audincourt                             |                                                             | 47° 29′ 12″ nord, 6° 49′ 58″ est | « PA25000065 » | classé                | 2013                 | Église de l'Immaculée-Conception d'Audincourt |
| Église du Sacré-Cœur d'Audincourt                                             | Audincourt                             | Les Récilles                                                | 47° 28′ 34″ nord, 6° 50′ 32″ est | « PA00101443 » | Classé                | 1996                 | Église du Sacré-Cœur d'Audincourt |
| Église Saint-Vincent d'Avanne                                                 | Avanne-Aveney                          |                                                             | 47° 12′ 04″ nord, 5° 57′ 51″ est | « PA25000009 » | Inscrit               | 1998                 | Église Saint-Vincent d'Avanne |
| Église Saint-André de Bannans                                                 | Bannans                                |                                                             | 46° 53′ 07″ nord, 6° 14′ 11″ est | « PA00101444 » | Inscrit               | 1980                 | Église Saint-André de Bannans |
| Habitat fortifié de Bart                                                      | Bart                                   | Châtillon Sud                                               | 47° 29′ 07″ nord, 6° 46′ 24″ est | « PA00132839 » | Inscrit               | 1994                 | Habitat fortifié de Bart |
| Château de Bartherans                                                         | Bartherans                             |                                                             | 47° 02′ 28″ nord, 5° 55′ 40″ est | « PA00101791 » | Inscrit Classé        | 1992 1993            | Château de Bartherans |
| Abbaye Sainte-Odile de Baume-les-Dames                                        | Baume-les-Dames                        | Place de l'Abbaye                                           | 47° 12′ 40″ nord, 6° 12′ 50″ est | « PA00101445 » | Classé Inscrit        | 1886 2007            | Abbaye Sainte-Odile de Baume-les-Dames |
| Bailliage de Baume-les-Dames                                                  | Baume-les-Dames                        | Place de la Loi                                             | 47° 21′ 08″ nord, 6° 21′ 41″ est | « PA00101763 » | Inscrit               | 1990                 | Bailliage de Baume-les-Dames |
| Café                                                                          | Baume-les-Dames                        | 10 rue des Armuriers                                        | 47° 21′ 06″ nord, 6° 21′ 40″ est | « PA25000058 » | Inscrit               | 2007                 | Café |
| Église Saint-Martin de Baume-les-Dames                                        | Baume-les-Dames                        | Place Saint-Martin                                          | 47° 21′ 12″ nord, 6° 21′ 43″ est | « PA00101446 » | Inscrit               | 1939                 | Église Saint-Martin de Baume-les-Dames |
| Hôtel des sires de Neuchâtel                                                  | Baume-les-Dames                        | 2 place du Général-de-Gaulle                                | 47° 21′ 09″ nord, 6° 21′ 40″ est | « PA00101742 » | Inscrit               | 1989                 | Hôtel des sires de Neuchâtel |
| Maison                                                                        | Baume-les-Dames                        | 22 rue Sainte-Croix                                         | 47° 21′ 08″ nord, 6° 21′ 41″ est | « PA00101447 » | Inscrit               | 1934                 | Maison |
| Croix du Bélieu                                                               | Le Bélieu                              | Cimetière                                                   | 47° 07′ 11″ nord, 6° 38′ 08″ est | « PA00101448 » | Inscrit               | 1929                 | Croix du Bélieu |
| Église Saint-François-d'Assise du Bélieu                                      | Le Bélieu                              |                                                             | 47° 07′ 11″ nord, 6° 38′ 09″ est | « PA00101449 » | Inscrit               | 1929                 | Église Saint-François-d'Assise du Bélieu |
| Maison du Cheval Blanc                                                        | Le Bélieu                              |                                                             | 47° 07′ 11″ nord, 6° 38′ 02″ est | « PA00101792 » | Inscrit               | 1992                 | Maison du Cheval Blanc |
| Ferme de la Verrerie                                                          | Le Bélieu                              | 18 rue de la Verrerie                                       | 47° 07′ 04″ nord, 6° 38′ 10″ est | « PA25000084 » | Inscrit               | 2015                 | Ferme de la Verrerie |
| Maison Sorribès                                                               | Belleherbe                             |                                                             | 47° 15′ 39″ nord, 6° 39′ 33″ est | « PA25000004 » | Inscrit               | 1997                 | Maison Sorribès |
| Château de Belvoir                                                            | Belvoir                                |                                                             | 47° 19′ 03″ nord, 6° 36′ 10″ est | « PA00101450 » | Inscrit               | 1956                 | Château de Belvoir |
| Halles de Belvoir                                                             | Belvoir                                |                                                             | 47° 19′ 06″ nord, 6° 36′ 20″ est | « PA00101451 » | Inscrit               | 1973                 | Halles de Belvoir |
| Voie romaine                                                                  | Beure                                  | Génatin La Crête Vignes du Sert Bout du Sert                | 47° 12′ 22″ nord, 6° 00′ 34″ est | « PA00101614 » | Classé                | 1975                 | Voie romaine |
| Station-service                                                               | Beure                                  | 22, route de Lyon                                           | 47° 12′ 25″ nord, 5° 59′ 56″ est | « PA25000078 » | Inscrit               | 2012                 | Station-service |
| Mont-calvaire de Sombacour                                                    | Bians-les-Usiers                       |                                                             | 46° 57′ 01″ nord, 6° 15′ 33″ est | « PA00101743 » | Inscrit               | 1989                 | Mont-calvaire de Sombacour |
| Croix de chemin de Bief                                                       | Bief                                   |                                                             | 47° 19′ 36″ nord, 6° 46′ 05″ est | « PA00101615 » | Classé                | 1927                 | Croix de chemin de Bief |
| Maison Boiteux                                                                | Bief                                   |                                                             | 47° 19′ 36″ nord, 6° 46′ 01″ est | « PA25000028 » | Inscrit               | 2002                 | Maison Boiteux |
| Église Saint-Georges du Bizot                                                 | Le Bizot                               |                                                             | 47° 08′ 07″ nord, 6° 40′ 17″ est | « PA00101616 » | Classé                | 1969                 | Église Saint-Georges du Bizot |
| Maison de justice du Bizot                                                    | Le Bizot                               | 3 rue de l'Église                                           | 47° 08′ 07″ nord, 6° 40′ 18″ est | « PA25000022 » | Inscrit               | 2001                 | Maison de justice du Bizot |
| Château de Bonnay                                                             | Bonnay                                 |                                                             | 47° 20′ 08″ nord, 6° 03′ 03″ est | « PA00101617 » | Inscrit               | 1994                 | Château de Bonnay |
| Église Saint-Lazare de Bonnay                                                 | Bonnay                                 |                                                             | 47° 19′ 59″ nord, 6° 03′ 01″ est | « PA00132844 » | Classé                | 1996                 | Église Saint-Lazare de Bonnay |
| Mairie-école de Bouclans                                                      | Bouclans                               | 1 place Edouard-Clerc                                       | 47° 14′ 54″ nord, 6° 14′ 13″ est | « PA25000048 » | Inscrit               | 2005                 | Mairie-école de Bouclans |
| Église Saint-Maurice de Boujailles                                            | Boujailles                             |                                                             | 46° 53′ 18″ nord, 6° 04′ 44″ est | « PA00125394 » | Classé                | 1995                 | Église Saint-Maurice de Boujailles |
| Église Saint-Étienne de Boussières                                            | Boussières                             |                                                             | 47° 09′ 30″ nord, 5° 54′ 08″ est | « PA00101618 » | Classé                | 1913                 | Église Saint-Étienne de Boussières |
| Croix de cimetière de Bouverans                                               | Bouverans                              |                                                             | 46° 51′ 21″ nord, 6° 12′ 34″ est | « PA00125395 » | Inscrit               | 1993                 | Croix de cimetière de Bouverans |
| Fort Bachin                                                                   | Bouverans                              | Groin                                                       | 46° 51′ 33″ nord, 6° 13′ 03″ est | « PA00101790 » | Inscrit               | 1992                 | Fort Bachin |
| Église de la Nativité-de-la-Vierge de Leugney                                 | Bremondans                             |                                                             | 47° 14′ 29″ nord, 6° 23′ 20″ est | « PA00101619 » | Inscrit               | 1926                 | Église de la Nativité-de-la-Vierge de Leugney |
| Église Saint-Michel des Bréseux                                               | Les Bréseux                            |                                                             | 47° 16′ 12″ nord, 6° 48′ 27″ est | « PA25000092 » | classé                | 2023                 | Église Saint-Michel des Bréseux |
| Oratoire de Buffard                                                           | Buffard                                | Route de Port-Lesney au lieu-dit Champ Teupin               | 47° 01′ 57″ nord, 5° 49′ 32″ est | « PA25000072 » | Inscrit               | 2011                 | Oratoire de Buffard |
| Château de Cordiron                                                           | Burgille                               |                                                             | 47° 15′ 58″ nord, 5° 47′ 58″ est | « PA00101620 » | Inscrit               | 2015                 | Château de Cordiron |
| Église Saint-Désiré de Byans-sur-Doubs                                        | Byans-sur-Doubs                        |                                                             | 47° 06′ 57″ nord, 5° 51′ 28″ est | « PA00125396 » | Classé                | 1999                 | Église Saint-Désiré de Byans-sur-Doubs |
| Église Saint-Antoine de Cernay-l'Église                                       | Cernay-l'Église                        |                                                             | 47° 15′ 33″ nord, 6° 49′ 57″ est | « PA00101621 » | Inscrit               | 1986                 | Église Saint-Antoine de Cernay-l'Église |
| Aqueduc d'Arcier                                                              | Chalèze, Montfaucon, Vaire et Besançon |                                                             | 47° 14′ 41″ nord, 6° 04′ 08″ est | « PA25000093 » | Inscrit               | 2021                 | Aqueduc d'Arcier |
| Château de la Juive                                                           | Chalezeule                             | 3 chemin des Buis                                           | 47° 14′ 56″ nord, 6° 03′ 47″ est | « PA25000029 » | Inscrit               | 2002                 | Château de la Juive |
| Croix de cimetière de Chamesol                                                | Chamesol                               |                                                             | 47° 20′ 50″ nord, 6° 50′ 07″ est | « PA00101744 » | Classé                | 1996                 | Croix de cimetière de Chamesol |
| Maison voûtée sur cellier                                                     | Champagney                             |                                                             | 47° 15′ 24″ nord, 5° 54′ 24″ est | « PA00101794 » | Inscrit               | 1992                 | Maison voûtée sur cellier |
| Maison                                                                        | Chantrans                              | 3 et 5 rue de l'Église                                      | 47° 02′ 38″ nord, 6° 08′ 56″ est | « PA25000002 » | Inscrit               | 1996                 | Maison |
| Église Saint-Jean-Baptiste de Chapelle-des-Bois                               | Chapelle-des-Bois                      |                                                             | 46° 35′ 51″ nord, 6° 06′ 51″ est | « PA00101622 » | Inscrit               | 1981                 | Église Saint-Jean-Baptiste de Chapelle-des-Bois |
| Château de Scey                                                               | Chassagne-Saint-Denis                  |                                                             | 47° 05′ 44″ nord, 6° 05′ 00″ est | « PA00101623 » | Classé                | 1987                 | Château de Scey |
| Croix de la Combille                                                          | Châtelblanc                            |                                                             | 46° 40′ 25″ nord, 6° 07′ 07″ est | « PA00101745 » | Inscrit               | 1989                 | Croix de la Combille |
| Château de Châtillon-sur-Lison                                                | Châtillon-sur-Lison                    |                                                             | 47° 03′ 49″ nord, 5° 59′ 04″ est | « PA25000030 » | Inscrit               | 2002                 | Château de Châtillon-sur-Lison |
| Calvaire du cimetière de Chaucenne                                            | Chaucenne                              | Cimetière                                                   | 47° 17′ 10″ nord, 5° 53′ 51″ est | « PA00101624 » | Inscrit               | 1944                 | Calvaire du cimetière de Chaucenne |
| Église Saint-Jacques de Chaux-Neuve                                           | Chaux-Neuve                            |                                                             | 46° 40′ 50″ nord, 6° 07′ 56″ est | « PA00101625 » | Inscrit               | 1926                 | Église Saint-Jacques de Chaux-Neuve |
| Abbaye de la Grâce-Dieu                                                       | Chaux-lès-Passavant                    |                                                             | 47° 15′ 00″ nord, 6° 20′ 54″ est | « PA00135330 » | Inscrit               | 1995                 | Abbaye de la Grâce-Dieu |
| Église Saint-Alban de Chemaudin                                               | Chemaudin                              |                                                             | 47° 13′ 29″ nord, 5° 53′ 25″ est | « PA00125397 » | Inscrit               | 1993                 | Église Saint-Alban de Chemaudin |
| Château de Charencey                                                          | Chenecey-Buillon                       |                                                             | 47° 08′ 52″ nord, 5° 57′ 25″ est | « PA00101777 » | Inscrit               | 1991                 | Château de Charencey |
| Château de Chevigney-sur-l'Ognon                                              | Chevigney-sur-l'Ognon                  |                                                             | 47° 17′ 56″ nord, 5° 50′ 20″ est | « PA00132845 » | Inscrit               | 1994                 | Château de Chevigney-sur-l'Ognon |
| Château de Chevroz                                                            | Chevroz                                |                                                             | 47° 20′ 07″ nord, 5° 59′ 49″ est | « PA00101626 » | Inscrit               | 1988                 | Château de Chevroz |
| Château de Cléron                                                             | Cléron                                 |                                                             | 47° 05′ 16″ nord, 6° 03′ 27″ est | « PA00101627 » | Inscrit               | 1988                 | Château de Cléron |
| Château de Scey                                                               | Cléron                                 |                                                             | 47° 05′ 44″ nord, 6° 05′ 00″ est | « PA00101628 » | Inscrit               | 1987                 | Château de Scey |
| Fort de Joux                                                                  | La Cluse-et-Mijoux                     |                                                             | 46° 52′ 21″ nord, 6° 22′ 27″ est | « PA00101629 » | Classé                | 1996                 | Fort de Joux |
| Fort du Larmont inférieur                                                     | La Cluse-et-Mijoux                     |                                                             | 46° 52′ 34″ nord, 6° 22′ 40″ est | « PA00101630 » | classé                | 2014                 | Fort du Larmont inférieur |
| Monument aux morts                                                            | La Cluse-et-Mijoux                     | Au lieu-dit « le Frambourg », au bord de la RN 57           | 46° 52′ 17″ nord, 6° 22′ 39″ est | « PA25000097 » | Inscrit               | 2022                 | Monument aux morts |
| Ferme                                                                         | Les Combes                             | La Motte                                                    | 47° 03′ 34″ nord, 6° 32′ 44″ est | « PA25000023 » | Inscrit               | 2001                 | Ferme |
| Grotte-chapelle de Remonot                                                    | Les Combes                             |                                                             | 47° 02′ 08″ nord, 6° 30′ 44″ est | « PA25000066 » | Inscrit               | 2009                 | Grotte-chapelle de Remonot |
| Petit Séminaire de Consolation                                                | Consolation-Maisonnettes               |                                                             | 47° 09′ 29″ nord, 6° 36′ 23″ est | « PA00101631 » | Classé                | 1913                 | Petit Séminaire de Consolation |
| Abbaye de Corcelles                                                           | Corcelles-Ferrières                    |                                                             | 47° 13′ 35″ nord, 5° 48′ 37″ est | « PA25000007 » | Inscrit               | 1997                 | Abbaye de Corcelles |
| Château de Corcondray                                                         | Corcondray                             |                                                             | 47° 13′ 53″ nord, 5° 49′ 36″ est | « PA00101632 » | Inscrit               | 1932                 | Château de Corcondray |
| Donjon de Côtebrune                                                           | Côtebrune                              |                                                             | 47° 15′ 19″ nord, 6° 18′ 57″ est | « PA00101633 » | Inscrit               | 1982                 | Donjon de Côtebrune |
| Chapelle du cimetière de Cour-Saint-Maurice                                   | Cour-Saint-Maurice                     |                                                             | 47° 15′ 24″ nord, 6° 42′ 04″ est | « PA25000059 » | Inscrit               | 2008                 | Chapelle du cimetière de Cour-Saint-Maurice |
| Porche du Château de Bournel                                                  | Cubrial                                | Gratelle                                                    | 47° 29′ 19″ nord, 6° 24′ 59″ est | « PA00101634 » | Inscrit               | 1989                 | Porche du Château de Bournel |
| Château de Bournel                                                            | Cubry                                  | Château de Bournel Bois de Châtey                           | 47° 29′ 19″ nord, 6° 24′ 59″ est | « PA00101635 » | Classé Inscrit        | 1989                 | Château de Bournel |
| Maison vigneronne                                                             | Cuse-et-Adrisans                       | Moulin des Prés                                             | 47° 28′ 49″ nord, 6° 23′ 01″ est | « PA00101636 » | Inscrit               | 1979                 | Maison vigneronne |
| Église Saint-Christophe de Cussey-sur-Lison                                   | Cussey-sur-Lison                       |                                                             | 47° 03′ 37″ nord, 5° 57′ 22″ est | « PA00101778 » | Inscrit               | 1991                 | Église Saint-Christophe de Cussey-sur-Lison |
| Lavoir de Cussey-sur-Lison                                                    | Cussey-sur-Lison                       |                                                             | 47° 03′ 35″ nord, 5° 57′ 17″ est | « PA25000033 » | Inscrit               | 2003                 | Lavoir de Cussey-sur-Lison |
| Pont sur le Lison                                                             | Cussey-sur-Lison                       |                                                             | 47° 03′ 17″ nord, 5° 58′ 20″ est | « PA25000034 » | Inscrit               | 2003                 | Pont sur le Lison |
| Église Saint-Martin de Deluz                                                  | Deluz                                  |                                                             | 47° 17′ 35″ nord, 6° 12′ 07″ est | « PA00101637 » | Inscrit               | 1988                 | Église Saint-Martin de Deluz |
| Croix de chemin de Dommartin                                                  | Dommartin                              |                                                             | 46° 55′ 26″ nord, 6° 18′ 26″ est | « PA00125398 » | Inscrit               | 1993                 | Croix de chemin de Dommartin |
| Croix de chemin de Domprel                                                    | Domprel                                | Route de Domprel à Pierrefontaine                           | 47° 12′ 07″ nord, 6° 28′ 29″ est | « PA00101638 » | Classé                | 1913                 | Croix de chemin de Domprel |
| Maison Renaissance                                                            | Échay                                  |                                                             | 47° 02′ 44″ nord, 5° 56′ 50″ est | « PA00101639 » | Inscrit               | 1979                 | Maison Renaissance |
| Château d'École                                                               | École-Valentin                         |                                                             | 47° 16′ 16″ nord, 5° 58′ 52″ est | « PA00101640 » | Inscrit               | 1980                 | Château d'École |
| Château de Moncley                                                            | Émagny                                 |                                                             | 47° 18′ 41″ nord, 5° 53′ 17″ est | « PA25000051 » | Classé Inscrit        | 2005                 | Château de Moncley |
| Château d'Étalans                                                             | Étalans                                |                                                             | 47° 08′ 41″ nord, 6° 16′ 47″ est | « PA00101641 » | Inscrit               | 1983                 | Château d'Étalans |
| Maison d'Elisée Cusenier                                                      | Étalans                                | 29, rue Elisée-Cusenier                                     | 47° 09′ 11″ nord, 6° 16′ 24″ est | « PA25000080 » | Inscrit               | 2013                 | Maison d'Elisée CusenierListe des immeubles protégés au titre des monuments historiques en 2013 (JORF no 0107 du 8 mai 2014 page 7804) sur Légifrance, consulté le 16 mai 2014. |
| Château d'Étrabonne                                                           | Étrabonne                              |                                                             | 47° 14′ 03″ nord, 5° 44′ 35″ est | « PA00101642 » | Inscrit               | 1968                 | Château d'Étrabonne |
| Château Sattler                                                               | Exincourt                              | Grande-Rue 2                                                | 47° 30′ 12″ nord, 6° 50′ 28″ est | « PA00101643 » | Inscrit               | 1984                 | Château Sattler |
| Château de Fertans                                                            | Fertans                                |                                                             | 47° 03′ 04″ nord, 6° 03′ 48″ est | « PA00101436 » | Inscrit               | 1979                 | Château de Fertans |
| Église Saint-Léger de Fertans                                                 | Fertans                                |                                                             | 47° 03′ 05″ nord, 6° 03′ 49″ est | « PA00101644 » | Inscrit               | 1988                 | Église Saint-Léger de Fertans |
| Église Saint-Maurice de Fessevillers                                          | Fessevillers                           |                                                             | 47° 16′ 51″ nord, 6° 54′ 57″ est | « PA25000010 » | Inscrit               | 1998                 | Église Saint-Maurice de Fessevillers |
| Croix de Flangebouche                                                         | Flangebouche                           |                                                             | 47° 08′ 19″ nord, 6° 28′ 28″ est | « PA00101645 » | Classé                | 1906                 | Croix de Flangebouche |
| Maison Camboly                                                                | Fleurey                                |                                                             | 47° 18′ 12″ nord, 6° 46′ 45″ est | « PA00135331 » | Inscrit               | 1995                 | Maison Camboly |
| Maison-forte de Fontain                                                       | Fontain                                | Les Cheneaux                                                | 47° 11′ 43″ nord, 6° 01′ 36″ est | « PA00101646 » | Inscrit               | 1982                 | Maison-forte de Fontain |
| Château de Fourg                                                              | Fourg                                  |                                                             | 47° 05′ 51″ nord, 5° 48′ 46″ est | « PA25000012 » | Inscrit               | 1998                 | Château de Fourg |
| Château de Franois                                                            | Franois                                | Grande-Rue 1 rue de l'Église                                | 47° 14′ 05″ nord, 5° 55′ 29″ est | « PA25000031 » | Inscrit               | 2002                 | Château de Franois |
| Monument aux morts                                                            | Frasne                                 | Grande rue                                                  | 46° 51′ 21″ nord, 6° 09′ 32″ est | « PA25000096 » | Inscrit               | 2022                 | Image manquante Téléverser |
| Mairie-lavoir de Gennes                                                       | Gennes                                 |                                                             | 47° 14′ 44″ nord, 6° 07′ 19″ est | « PA00101647 » | Inscrit               | 1975                 | Mairie-lavoir de Gennes |
| Croix de Germéfontaine                                                        | Germéfontaine                          | C.D. 20 Rue du Frêne Rue du Prince-Albert                   | 47° 13′ 30″ nord, 6° 28′ 00″ est | « PA00101765 » | Classé                | 1992                 | Croix de Germéfontaine |
| Château de Montby                                                             | Gondenans-Montby                       |                                                             | 47° 26′ 19″ nord, 6° 26′ 37″ est | « PA25000067 » | Inscrit               | 2009                 | Château de Montby |
| Grotte préhistorique de Gondenans-les-Moulins                                 | Gondenans-les-Moulins                  |                                                             | 47° 27′ 45″ nord, 6° 22′ 56″ est | « PA00101648 » | Classé                | 1955                 | Grotte préhistorique de Gondenans-les-Moulins |
| Église Saint-Maurice de Gonsans                                               | Gonsans                                |                                                             | 47° 13′ 47″ nord, 6° 18′ 08″ est | « PA25000068 » | Inscrit               | 2009                 | Église Saint-Maurice de Gonsans |
| Croix de la chapelle de Goux-les-Usiers                                       | Goux-les-Usiers                        |                                                             | 46° 58′ 20″ nord, 6° 16′ 32″ est | « PA00101746 » | Inscrit               | 1989                 | Croix de la chapelle de Goux-les-Usiers |
| Église Saint-Valère de Goux-les-Usiers                                        | Goux-les-Usiers                        |                                                             | 46° 58′ 14″ nord, 6° 16′ 32″ est | « PA00101779 » | Classé                | 1992                 | Église Saint-Valère de Goux-les-Usiers |
| Mairie-école de Goux-les-Usiers                                               | Goux-les-Usiers                        | Rue des Écoles                                              | 46° 58′ 17″ nord, 6° 16′ 39″ est | « PA25000049 » | Inscrit               | 2005                 | Mairie-école de Goux-les-Usiers |
| Ferme                                                                         | Grand'Combe-Châteleu                   | C.D. 47                                                     | 47° 01′ 25″ nord, 6° 33′ 59″ est | « PA00101649 » | Inscrit               | 1981                 | Ferme |
| Ferme                                                                         | Grand'Combe-Châteleu                   | Les Cordiers                                                | 47° 01′ 47″ nord, 6° 34′ 23″ est | « PA00101650 » | Inscrit               | 1986                 | Ferme |
| Ferme Jacquemot                                                               | Grand'Combe-Châteleu                   | Les Cordiers                                                | 47° 01′ 49″ nord, 6° 34′ 25″ est | « PA00101651 » | Inscrit               | 1979                 | Ferme Jacquemot |
| Ferme                                                                         | Grand'Combe-des-Bois                   |                                                             | 47° 08′ 21″ nord, 6° 47′ 32″ est | « PA00101652 » | Classé                | 1984                 | Ferme |
| Ferme de Villebasse                                                           | Grand'Combe-des-Bois                   |                                                             | 47° 07′ 48″ nord, 6° 46′ 36″ est | « PA25000091 » | Inscrit               | 2021                 | Ferme de Villebasse |
| Maison de Monte au Lever                                                      | Les Grangettes                         |                                                             | 46° 49′ 36″ nord, 6° 18′ 28″ est | « PA25000035 » | Inscrit               | 2003                 | Maison de Monte au Lever |
| Croix des Grangettes                                                          | Les Grangettes                         | Rue de l'église                                             | 46° 49′ 41″ nord, 6° 18′ 42″ est | « PA25000105 » | Inscrit               | 2023                 | Croix des Grangettes |
| La Bastille                                                                   | Hérimoncourt                           | Terre Blanche 83 rue du Commandant-Rolland                  | 47° 26′ 35″ nord, 6° 52′ 54″ est | « PA00101653 » | Inscrit               | 1986                 | La Bastille |
| Église Sainte-Catherine des Hôpitaux-Neufs                                    | Les Hôpitaux-Neufs                     |                                                             | 46° 46′ 38″ nord, 6° 22′ 22″ est | « PA00101654 » | Inscrit               | 1939                 | Église Sainte-Catherine des Hôpitaux-Neufs |
| Croix Maury                                                                   | Houtaud                                |                                                             | 46° 54′ 56″ nord, 6° 17′ 51″ est | « PA00125399 » | Inscrit               | 1993                 | Croix Maury |
| Fontaine-lavoir d'Hyèvre-Paroisse                                             | Hyèvre-Paroisse                        |                                                             | 47° 22′ 18″ nord, 6° 25′ 51″ est | « PA00101655 » | Inscrit               | 1981                 | Fontaine-lavoir d'Hyèvre-Paroisse |
| Château de Jallerange                                                         | Jallerange                             |                                                             | 47° 15′ 12″ nord, 5° 43′ 03″ est | « PA00101656 » | Classé                | 2015                 | Château de Jallerange |
| Chapelle Saint-Maurice                                                        | Jougne                                 |                                                             | 46° 45′ 27″ nord, 6° 23′ 28″ est | « PA00101657 » | Classé                | 1930                 | Chapelle Saint-Maurice |
| Monument aux morts de Jougne                                                  | Jougne                                 | Place du Mont-d'Or                                          | 46° 45′ 37″ nord, 6° 23′ 24″ est | « PA25000042 » | Inscrit               | 2004                 | Monument aux morts de Jougne |
| Croix de cimetière de Laval-le-Prieuré                                        | Laval-le-Prieuré                       |                                                             | 47° 10′ 55″ nord, 6° 37′ 17″ est | « PA25000008 » | Inscrit               | 1997                 | Croix de cimetière de Laval-le-Prieuré |
| Église Saint-Sulpice de Laval-le-Prieuré                                      | Laval-le-Prieuré                       |                                                             | 47° 10′ 54″ nord, 6° 37′ 17″ est | « PA00101658 » | Inscrit               | 1926                 | Église Saint-Sulpice de Laval-le-Prieuré |
| Croix de Lavans-Vuillafans                                                    | Lavans-Vuillafans                      |                                                             | 47° 05′ 15″ nord, 6° 14′ 31″ est | « PA00101659 » | Classé                | 1936                 | Croix de Lavans-Vuillafans |
| Halle de Levier                                                               | Levier                                 | Place Bugnet                                                | 46° 57′ 15″ nord, 6° 07′ 01″ est | « PA25000050 » | Inscrit               | 2005                 | Halle de Levier |
| Mairie-justice de paix de Levier                                              | Levier                                 | Place Bugnet                                                | 46° 57′ 15″ nord, 6° 07′ 01″ est | « PA25000050 » | Inscrit               | 2005                 | Mairie-justice de paix de Levier |
| Château d'Augicourt                                                           | Liesle                                 |                                                             | 47° 03′ 42″ nord, 5° 49′ 11″ est | « PA25000089 » | Inscrit               | 2018                 | Château d'Augicourt |
| Croix de Lizine                                                               | Lizine                                 |                                                             | 47° 03′ 21″ nord, 5° 59′ 35″ est | « PA00101660 » | Classé                | 1907                 | Croix de Lizine |
| Église Saint-Antoine de Lizine                                                | Lizine                                 |                                                             | 47° 03′ 22″ nord, 5° 59′ 35″ est | « PA00101661 » | Inscrit               | 1978                 | Église Saint-Antoine de Lizine |
| Château de Lods                                                               | Lods                                   |                                                             | 47° 02′ 38″ nord, 6° 15′ 03″ est | « PA25000036 » | Inscrit               | 2003                 | Château de Lods |
| Croix de cimetière de Loray                                                   | Loray                                  |                                                             | 47° 09′ 10″ nord, 6° 29′ 47″ est | « PA00101662 » | Classé                | 1906                 | Croix de cimetière de Loray |
| Fontaine-lavoir de Loray                                                      | Loray                                  |                                                             | 47° 09′ 11″ nord, 6° 29′ 46″ est | « PA00101663 » | Inscrit               | 1979                 | Fontaine-lavoir de Loray |
| Château de Montalembert                                                       | Maîche                                 |                                                             | 47° 15′ 08″ nord, 6° 47′ 56″ est | « PA00101664 » | Inscrit               | 1950                 | Château de Montalembert |
| Église Saint-Pierre de Maîche                                                 | Maîche                                 |                                                             | 47° 15′ 06″ nord, 6° 47′ 57″ est | « PA00101665 » | Classé                | 1990                 | Église Saint-Pierre de Maîche |
| Hôtel de Granvelle                                                            | Maîche                                 | 6 rue du Petit-Granvelle                                    | 47° 15′ 08″ nord, 6° 48′ 00″ est | « PA00101666 » | Inscrit               | 1947                 | Hôtel de Granvelle |
| Tuilerie des Combes de Punay                                                  | Malbrans                               | Les Combes de Punay                                         | 47° 07′ 59″ nord, 6° 06′ 48″ est | « PA00101667 » | Inscrit               | 1979                 | Tuilerie des Combes de Punay |
| Bains de Courcelles                                                           | Mandeure                               |                                                             | 47° 26′ 47″ nord, 6° 49′ 01″ est | « PA00101767 » | Inscrit               | 1990                 | Bains de Courcelles |
| Croix de cimetière de Mandeure                                                | Mandeure                               |                                                             | 47° 27′ 10″ nord, 6° 48′ 29″ est | « PA00101668 » | Inscrit               | 1926                 | Croix de cimetière de Mandeure |
| Théâtre antique de Mandeure                                                   | Mandeure                               | La Grande Planche                                           | 47° 26′ 56″ nord, 6° 47′ 47″ est | « PA00101669 » | Classé                | 1964                 | Théâtre antique de Mandeure |
| Mairie-lavoir de Marchaux                                                     | Marchaux                               |                                                             | 47° 19′ 23″ nord, 6° 08′ 02″ est | « PA00101768 » | Inscrit               | 1990                 | Mairie-lavoir de Marchaux |
| Église Saint-Martin de Mercey-le-Grand                                        | Mercey-le-Grand                        |                                                             | 47° 13′ 03″ nord, 5° 44′ 19″ est | « PA00101670 » | Inscrit               | 1926                 | Église Saint-Martin de Mercey-le-Grand |
| Église Saint-Sébastien de Mérey-sous-Montrond                                 | Mérey-sous-Montrond                    |                                                             | 47° 09′ 05″ nord, 6° 04′ 09″ est | « PA00101671 » | Inscrit               | 1979                 | Église Saint-Sébastien de Mérey-sous-Montrond |
| Usine communale de Métabief                                                   | Métabief                               |                                                             | 46° 46′ 29″ nord, 6° 20′ 47″ est | « PA00101795 » | Inscrit               | 1992                 | Usine communale de Métabief |
| Château de Miserey                                                            | Miserey-Salines                        |                                                             | 47° 17′ 12″ nord, 5° 58′ 13″ est | « PA00132846 » | Inscrit               | 1994                 | Château de Miserey |
| Chapelle Saint-Ferréol et Saint-Ferjeux de Miserey-Salines                    | Miserey-Salines                        |                                                             | 47° 17′ 11″ nord, 5° 58′ 17″ est | « PA25000075 » | Inscrit               | 2012                 | Chapelle Saint-Ferréol et Saint-Ferjeux de Miserey-Salines |
| Château du maréchal Moncey                                                    | Moncey                                 |                                                             | 47° 21′ 46″ nord, 6° 07′ 11″ est | « PA00101769 » | Inscrit               | 1990                 | Château du maréchal Moncey |
| Château de Moncley                                                            | Moncley                                |                                                             | 47° 18′ 41″ nord, 5° 53′ 17″ est | « PA00101672 » | Classé Inscrit        | 2005                 | Château de Moncley |
| Forge de Montagney                                                            | Montagney-Servigney                    |                                                             | 47° 29′ 08″ nord, 6° 18′ 16″ est | « PA25000013 » | Inscrit Classé        | 1998 2004            | Forge de Montagney |
| Abbaye de Montbenoît                                                          | Montbenoît                             |                                                             | 46° 59′ 33″ nord, 6° 27′ 46″ est | « PA00101685 » | Classé Inscrit        | 1846 1922 1935 2013. | Abbaye de Montbenoît |
| Château de Montfaucon                                                         | Montfaucon                             |                                                             | 47° 14′ 46″ nord, 6° 04′ 42″ est | « PA00101686 » | Inscrit               | 1976                 | Château de Montfaucon |
| Église de la Nativité-de-Notre-Dame de Montfaucon                             | Montfaucon                             |                                                             | 47° 14′ 06″ nord, 6° 04′ 49″ est | « PA25000063 » | Inscrit               | 2009                 | Église de la Nativité-de-Notre-Dame de Montfaucon |
| Château de Montferrand-le-Château                                             | Montferrand-le-Château                 |                                                             | 47° 10′ 29″ nord, 5° 55′ 36″ est | « PA00101687 » | Inscrit               | 1926                 | Château de Montferrand-le-Château |
| Château de Montjoie-le-Château                                                | Montjoie-le-Château                    |                                                             | 47° 21′ 04″ nord, 6° 54′ 03″ est | « PA00101688 » | Inscrit               | 1985                 | Château de Montjoie-le-Château |
| Couvent des Minimes de la Seigne                                              | Montlebon                              |                                                             | 47° 02′ 42″ nord, 6° 36′ 27″ est | « PA00101689 » | Inscrit               | 1973                 | Couvent des Minimes de la Seigne |
| Ferme Cairey-Remonnay                                                         | Montlebon                              |                                                             | 47° 00′ 27″ nord, 6° 36′ 53″ est | « PA00101797 » | Inscrit               | 1992                 | Ferme Cairey-Remonnay |
| Château Pertusier                                                             | Morteau                                | 28 rue Pasteur 17 rue de la Glapiney                        | 47° 03′ 15″ nord, 6° 36′ 03″ est | « PA00101690 » | Classé                | 1993                 | Château Pertusier |
| Immeuble                                                                      | Morteau                                | 8, rue Gonsalve-Pertusier                                   | 47° 03′ 20″ nord, 6° 36′ 11″ est | « PA25000076 » | Inscrit               | 2012                 | Image manquante Téléverser |
| Église Notre-Dame-de-l'Assomption de Morteau                                  | Morteau                                |                                                             | 47° 03′ 18″ nord, 6° 35′ 55″ est | « PA00101691 » | Inscrit               | 1926                 | Église Notre-Dame-de-l'Assomption de Morteau |
| Hôtel de ville de Morteau                                                     | Morteau                                |                                                             | 47° 03′ 25″ nord, 6° 36′ 15″ est | « PA00101692 » | Inscrit               | 1978                 | Hôtel de ville de Morteau |
| Monument aux morts                                                            | Morteau                                | Sur l'esplanade du 24 août 1944                             | 47° 03′ 25″ nord, 6° 36′ 17″ est | « PA25000099 » | Inscrit               | 2022                 | Image manquante Téléverser |
| Église de l'Assomption de Mouthe                                              | Mouthe                                 |                                                             | 46° 42′ 38″ nord, 6° 11′ 40″ est | « PA25000064 » | Inscrit               | 2009                 | Église de l'Assomption de Mouthe |
| Hôtel de ville de Mouthe                                                      | Mouthe                                 |                                                             | 46° 42′ 36″ nord, 6° 11′ 34″ est | « PA00101771 » | Inscrit               | 1990                 | Hôtel de ville de Mouthe |
| Pierre des redevances                                                         | Mouthe                                 |                                                             | 46° 42′ 39″ nord, 6° 11′ 42″ est | « PA00101693 » | Inscrit               | 1931                 | Pierre des redevances |
| Église Saint-Laurent de Mouthier-Haute-Pierre                                 | Mouthier-Haute-Pierre                  |                                                             | 47° 02′ 25″ nord, 6° 16′ 32″ est | « PA00101694 » | Inscrit               | 1926                 | Église Saint-Laurent de Mouthier-Haute-Pierre |
| Maison                                                                        | Mouthier-Haute-Pierre                  | 16 rue Robert-Dame                                          | 47° 02′ 28″ nord, 6° 16′ 25″ est | « PA25000082 » | Inscrit               | 2014                 | Maison |
| Prieuré de Mouthier-Haute-Pierre                                              | Mouthier-Haute-Pierre                  |                                                             | 47° 02′ 25″ nord, 6° 16′ 32″ est | « PA25000003 » | Inscrit               | 1996                 | Prieuré de Mouthier-Haute-Pierre |
| Église de l'Assomption de Myon                                                | Myon                                   |                                                             | 47° 01′ 34″ nord, 5° 56′ 33″ est | « PA00101780 » | Inscrit               | 1991                 | Église de l'Assomption de Myon |
| Château de Bournel                                                            | Nans                                   | Aux Plantes                                                 | 47° 29′ 19″ nord, 6° 24′ 59″ est | « PA00101762 » | Inscrit               | 1989                 | Château de Bournel |
| Taillanderie de Nans-sous-Sainte-Anne                                         | Nans-sous-Sainte-Anne                  |                                                             | 46° 58′ 17″ nord, 5° 59′ 43″ est | « PA00101695 » | Classé                | 1984                 | Taillanderie de Nans-sous-Sainte-Anne |
| Château de Noironte                                                           | Noironte                               |                                                             | 47° 16′ 23″ nord, 5° 52′ 31″ est | « PA00101798 » | Inscrit Classé        | 1992 1993            | Château de Noironte |
| Château d'Ollans                                                              | Ollans                                 |                                                             | 47° 25′ 08″ nord, 6° 14′ 33″ est | « PA00101696 » | Inscrit               | 2022                 | Château d'Ollans |
| Atelier de Gustave Courbet                                                    | Ornans                                 | 14 avenue De-Lattre-de-Tassigny                             | 47° 06′ 24″ nord, 6° 08′ 21″ est | « PA25000060 » | Inscrit               | 2008                 | Atelier de Gustave Courbet |
| Bailliage d'Ornans                                                            | Ornans                                 | 26 rue Pierre-Vernier                                       | 47° 06′ 22″ nord, 6° 08′ 50″ est | « PA00101697 » | Inscrit               | 1979                 | Bailliage d'Ornans |
| Chapelle Saint-Georges d'Ornans                                               | Ornans                                 | Le Château                                                  | 47° 06′ 45″ nord, 6° 08′ 34″ est | « PA00101698 » | Inscrit               | 1968                 | Chapelle Saint-Georges d'Ornans |
| Couvent des Minimes d'Ornans                                                  | Ornans                                 | 7 rue Edouard-Bastide                                       | 47° 06′ 11″ nord, 6° 09′ 16″ est | « PA00101699 » | Inscrit               | 1981                 | Couvent des Minimes d'Ornans |
| Distillerie Cusenier                                                          | Ornans                                 | 9 rue Eugène-Cusenier                                       | 47° 06′ 15″ nord, 6° 09′ 06″ est | « PA25000018 » | Inscrit               | 2000                 | Distillerie Cusenier |
| Église Saint-Laurent d'Ornans                                                 | Ornans                                 |                                                             | 47° 06′ 19″ nord, 6° 08′ 42″ est | « PA00101700 » | Classé                | 1931                 | Église Saint-Laurent d'Ornans |
| Hôpital rural Saint-Louis                                                     | Ornans                                 | 9 avenue Wilson                                             | 47° 06′ 25″ nord, 6° 08′ 36″ est | « PA00101701 » | Classé                | 1973                 | Hôpital rural Saint-Louis |
| Hôtel de Grospain                                                             | Ornans                                 | 30 rue Saint-Laurent                                        | 47° 06′ 21″ nord, 6° 08′ 45″ est | « PA00101702 » | Inscrit               | 1939                 | Hôtel de Grospain |
| Hôtel de Sagey d'Arros                                                        | Ornans                                 | 12 place Courbet                                            | 47° 06′ 25″ nord, 6° 08′ 45″ est | « PA00101703 » | Inscrit               | 1979                 | Hôtel de Sagey d'Arros |
| Hôtel Sanderet de Valonne                                                     | Ornans                                 | 26 rue Saint-Laurent                                        | 47° 06′ 21″ nord, 6° 08′ 46″ est | « PA00101704 » | Inscrit               | 1926                 | Hôtel Sanderet de Valonne |
| Immeuble, ancien atelier de Gustave Courbet                                   | Ornans                                 | 24 place Courbet                                            | 47° 06′ 26″ nord, 6° 08′ 43″ est | « PA00101772 » | Inscrit               | 1990                 | Immeuble, ancien atelier de Gustave Courbet |
| Maison Granvelle                                                              | Ornans                                 | 67-77, rue Pierre-Vernier                                   | 47° 06′ 20″ nord, 6° 08′ 55″ est | « PA25000085 » | Inscrit               | 2015                 | Maison Granvelle |
| Maison natale de Gustave Courbet : hôtel Hébert, inclus dans le musée Courbet | Ornans                                 | 5 rue de la Froidière                                       | 47° 06′ 17″ nord, 6° 08′ 54″ est | « PA00101705 » | Inscrit               | 1982                 | Maison natale de Gustave Courbet : hôtel Hébert, inclus dans le musée Courbet                                                                                                   |
| Monument aux morts                                                            | Ornans                                 | Rue Pierre Vernier                                          | 47° 06′ 19″ nord, 6° 08′ 54″ est | « PA25000100 » | Inscrit               | 2022                 | Monument aux morts |
| Maison Beley                                                                  | Orve                                   |                                                             | 47° 19′ 32″ nord, 6° 33′ 16″ est | « PA25000057 » | Inscrit               | 2007                 | Maison Beley |
| Bâtiment d'Ougney-Douvot                                                      | Ougney-Douvot                          | Rue de la Fontaine                                          | 47° 19′ 17″ nord, 6° 17′ 03″ est | « PA25000073 » | Inscrit               | 2011                 | Bâtiment d'Ougney-Douvot |
| Château de Paroy                                                              | Paroy                                  |                                                             | 47° 02′ 30″ nord, 5° 52′ 58″ est | « PA25000043 » | Inscrit               | 2004                 | Château de Paroy |
| Ferme                                                                         | Passonfontaine                         | La Grosse Maison                                            | 47° 06′ 29″ nord, 6° 25′ 01″ est | « PA00101706 » | Classé                | 1988                 | Ferme |
| Église Notre-Dame-de-l'Assomption de Pierrefontaine-les-Varans                | Pierrefontaine-les-Varans              |                                                             | 47° 12′ 54″ nord, 6° 32′ 24″ est | « PA00101781 » | Inscrit               | 1991                 | Église Notre-Dame-de-l'Assomption de Pierrefontaine-les-Varans |
| Enceinte de Placey                                                            | Placey                                 | Le Châtelard                                                | 47° 15′ 17″ nord, 5° 50′ 59″ est | « PA00135332 » | Inscrit               | 1995                 | Enceinte de Placey |
| Scierie de Plaimbois-du-Miroir                                                | Plaimbois-du-Miroir                    | Le Moulin Girardot                                          | 47° 11′ 24″ nord, 6° 37′ 06″ est | « PA25000044 » | Inscrit               | 2004                 | Scierie de Plaimbois-du-Miroir |
| Croix de La Planée                                                            | La Planée                              | C.D. 248                                                    | 46° 50′ 29″ nord, 6° 16′ 56″ est | « PA00101773 » | Classé                | 1992                 | Croix de La Planée |
| Chapelle des Annonciades de Pontarlier                                        | Pontarlier                             | 69 rue de la République                                     | 46° 54′ 14″ nord, 6° 21′ 16″ est | « PA00101707 » | Classé Inscrit        | 1913 1936            | Chapelle des Annonciades de Pontarlier |
| Château de Sandon                                                             | Pontarlier                             | 11 chemin Sandon                                            | 46° 53′ 21″ nord, 6° 21′ 48″ est | « PA25000037 » | Inscrit               | 2003                 | Château de Sandon |
| Construction en avant de l'église Saint-Bénigne de Pontarlier                 | Pontarlier                             |                                                             | 46° 54′ 09″ nord, 6° 21′ 24″ est | « PA00101708 » | Inscrit               | 1961                 | Construction en avant de l'église Saint-Bénigne de Pontarlier |
| Église Saint-Bénigne de Pontarlier                                            | Pontarlier                             |                                                             | 46° 54′ 08″ nord, 6° 21′ 23″ est | « PA00101709 » | Inscrit               | 1970                 | Église Saint-Bénigne de Pontarlier |
| Immeuble                                                                      | Pontarlier                             | 21 rue Gambetta                                             | 46° 54′ 10″ nord, 6° 21′ 19″ est | « PA00101710 » | Inscrit               | 1971                 | Immeuble |
| Immeuble                                                                      | Pontarlier                             | 2 rue Montrieux                                             | 46° 54′ 08″ nord, 6° 21′ 29″ est | « PA00101711 » | Inscrit               | 1971                 | Immeuble |
| Immeuble                                                                      | Pontarlier                             | 79 rue de la République 3, 5 rue Thiers 42 rue des Remparts | 46° 54′ 15″ nord, 6° 21′ 12″ est | « PA00101712 » | Inscrit               | 1984                 | Immeuble |
| Immeuble                                                                      | Pontarlier                             | 87 rue de la République                                     | 46° 54′ 15″ nord, 6° 21′ 11″ est | « PA00101713 » | Inscrit               | 1971                 | Immeuble |
| Monument aux morts                                                            | Pontarlier                             | Dans le cimetière                                           | 46° 54′ 24″ nord, 6° 21′ 25″ est | « PA25000101 » | Inscrit               | 2022                 | Image manquante Téléverser |
| Porte Saint-Pierre                                                            | Pontarlier                             | Rue de la République                                        | 46° 54′ 17″ nord, 6° 21′ 09″ est | « PA00101714 » | Inscrit               | 1970                 | Porte Saint-Pierre |
| Château de Quingey                                                            | Quingey                                |                                                             | 47° 06′ 09″ nord, 5° 52′ 59″ est | « PA00101782 » | Inscrit               | 1991                 | Château de Quingey |
| Église Notre-Dame de l'Assomption des Champs                                  | Rancenay                               | Rue de l'Église                                             | 47° 11′ 08″ nord, 5° 57′ 13″ est | « PA25000055 » | Inscrit               | 2006                 | Église Notre-Dame de l'Assomption des Champs |
| Motte castrale de la Malatière                                                | Rang                                   | Côte de la Malatière                                        | 47° 24′ 52″ nord, 6° 33′ 39″ est | « PA25000074 » | Inscrit               | 2011                 | Motte castrale de la Malatière |
| Château de Recologne                                                          | Recologne                              |                                                             | 47° 16′ 30″ nord, 5° 49′ 48″ est | « PA00101715 » | Inscrit               | 1979                 | Château de Recologne |
| Église Saint-Barthélémy de Recologne                                          | Recologne                              |                                                             | 47° 16′ 23″ nord, 5° 49′ 41″ est | « PA00101716 » | Inscrit               | 1987                 | Église Saint-Barthélémy de Recologne |
| Presbytère de Remoray                                                         | Remoray-Boujeons                       | 9 place de la Mairie                                        | 46° 46′ 06″ nord, 6° 14′ 23″ est | « PA25000024 » | Inscrit Classé        | 2001 2002            | Presbytère de Remoray |
| Château de Rennes-sur-Loue                                                    | Rennes-sur-Loue                        |                                                             | 47° 00′ 49″ nord, 5° 51′ 11″ est | « PA25000019 » | Inscrit               | 2000                 | Château de Rennes-sur-Loue |
| Saumoduc de Salins-les-Bains à Arc-et-Senans                                  | Rennes-sur-Loue                        |                                                             | 46° 56′ 15″ nord, 5° 52′ 35″ est | « PA25000069 » | Inscrit               | 2009                 | Saumoduc de Salins-les-Bains à Arc-et-Senans |
| Château de La Roche                                                           | Rigney                                 | La Roche                                                    | 47° 24′ 04″ nord, 6° 11′ 31″ est | « PA00101717 » | Inscrit               | 1998                 | Château de La Roche |
| Église Saint-Nicolas de La Rivière-Drugeon                                    | La Rivière-Drugeon                     |                                                             | 46° 52′ 01″ nord, 6° 12′ 59″ est | « PA00101718 » | Inscrit               | 1926                 | Église Saint-Nicolas de La Rivière-Drugeon |
| Fort Bachin                                                                   | La Rivière-Drugeon                     | Pré de l'Etang                                              | 46° 51′ 33″ nord, 6° 13′ 03″ est | « PA00101789 » | Inscrit               | 1992                 | Fort Bachin |
| Château de Roset-Fluans                                                       | Roset-Fluans                           | Rue de la Riotte                                            | 47° 09′ 53″ nord, 5° 49′ 31″ est | « PA25000088 » | Inscrit               | 2016                 | Château de Roset-Fluans |
| Croix du carrefour de la gendarmerie                                          | Rougemont                              | Grande-Rue et de la rue de la Grande-Côte                   | 47° 28′ 40″ nord, 6° 21′ 13″ est | « PA00101774 » | Inscrit               | 1990                 | Croix du carrefour de la gendarmerie |
| Château de Roulans                                                            | Roulans                                |                                                             | 47° 18′ 40″ nord, 6° 14′ 42″ est | « PA00101719 » | Inscrit               | 1995                 | Château de Roulans |
| Hôtel de ville du Russey                                                      | Le Russey                              | Place Dominique-Parrenin                                    | 47° 09′ 45″ nord, 6° 43′ 45″ est | « PA25000032 » | Inscrit               | 2002                 | Hôtel de ville du Russey |
| Église Saint-Thiébaud de Sainte-Anne                                          | Sainte-Anne                            | C.D. 229                                                    | 46° 57′ 04″ nord, 5° 59′ 24″ est | « PA25000054 » | Inscrit               | 2006                 | Église Saint-Thiébaud de Sainte-Anne |
| Fontaine de Sainte-Marie                                                      | Sainte-Marie                           |                                                             | 47° 30′ 26″ nord, 6° 41′ 42″ est | « PA00101723 » | Inscrit               | 1979                 | Fontaine de Sainte-Marie |
| Couvent des Ursulines de Saint-Hippolyte                                      | Saint-Hippolyte                        | Rue Sainte-Ursanne                                          | 47° 19′ 06″ nord, 6° 48′ 49″ est | « PA00101720 » | Inscrit               | 1987                 | Couvent des Ursulines de Saint-Hippolyte |
| Collégiale Notre-Dame de Saint-Hippolyte                                      | Saint-Hippolyte                        |                                                             | 47° 19′ 06″ nord, 6° 48′ 42″ est | « PA00101721 » | Inscrit               | 1979                 | Collégiale Notre-Dame de Saint-Hippolyte |
| Maison                                                                        | Saint-Hippolyte                        | Grande-Rue 12                                               | 47° 19′ 03″ nord, 6° 48′ 42″ est | « PA00101722 » | Inscrit               | 1979                 | Maison |
| Église Saint-Point de Saint-Point-Lac                                         | Saint-Point-Lac                        |                                                             | 46° 48′ 49″ nord, 6° 18′ 07″ est | « PA25000038 » | Inscrit               | 2004                 | Église Saint-Point de Saint-Point-Lac |
| Maison                                                                        | Saint-Vit                              | 23 rue Charles-de-Gaulle                                    | 47° 10′ 54″ nord, 5° 48′ 39″ est | « PA00101724 » | Inscrit               | 1986                 | Maison |
| Maison de maître de poste                                                     | Saint-Vit                              | Grande-Rue 11                                               | 47° 10′ 54″ nord, 5° 48′ 47″ est | « PA00101725 » | Inscrit               | 1977                 | Maison de maître de poste |
| Église Saint-Martin de Sancey-l'Église                                        | Sancey-le-Grand                        |                                                             | 47° 18′ 10″ nord, 6° 35′ 32″ est | « PA00101726 » | Inscrit               | 1926                 | Église Saint-Martin de Sancey-l'Église |
| Dolmen de Santoche                                                            | Santoche                               | La Châtre                                                   | 47° 24′ 57″ nord, 6° 29′ 45″ est | « PA00101727 » | Classé                | 1974                 | Dolmen de Santoche |
| Église Saint-Nicolas de Septfontaines                                         | Septfontaines                          |                                                             | 46° 58′ 56″ nord, 6° 11′ 04″ est | « PA00101728 » | Inscrit               | 1926                 | Église Saint-Nicolas de Septfontaines |
| Mont-calvaire de Sombacour                                                    | Sombacour                              |                                                             | 46° 57′ 01″ nord, 6° 15′ 36″ est | « PA00101760 » | Inscrit               | 1989                 | Mont-calvaire de Sombacour |
| Monument aux morts                                                            | Sombacour                              |                                                             | 46° 57′ 02″ nord, 6° 15′ 33″ est | « PA25000102 » | Inscrit               | 2022                 | Monument aux morts |
| Château de Soye                                                               | Soye                                   |                                                             | 47° 26′ 32″ nord, 6° 29′ 49″ est | « PA00101783 » | Inscrit               | 1991                 | Château de Soye |
| Église Saint-Léger de Chaux-lès-Châtillon                                     | Les Terres-de-Chaux                    |                                                             | 47° 19′ 09″ nord, 6° 44′ 19″ est | « PA00101729 » | Inscrit               | 1936                 | Église Saint-Léger de Chaux-lès-Châtillon |
| Grosse Maison                                                                 | Les Terres-de-Chaux                    |                                                             | 47° 19′ 27″ nord, 6° 44′ 13″ est | « PA25000011 » | Inscrit               | 1998                 | Grosse Maison |
| Aérodrome de Besançon-Thise                                                   | Thise                                  |                                                             | 47° 16′ 26″ nord, 6° 04′ 59″ est | « PA25000056 » | Classé                | 2007                 | Aérodrome de Besançon-Thise |
| Ferme                                                                         | Thoraise                               | 20 route de Besançon                                        | 47° 10′ 22″ nord, 5° 54′ 10″ est | « PA25000062 » | Inscrit               | 2009                 | Ferme |
| Château de Torpes                                                             | Torpes                                 |                                                             | 47° 10′ 14″ nord, 5° 53′ 35″ est | « PA00101730 » | Inscrit Classé        | 1992 1993            | Château de Torpes |
| Monument aux morts                                                            | Touillon-et-Loutelet                   | Rue de la Rochette (RD 382)                                 | 46° 47′ 32″ nord, 6° 21′ 04″ est | « PA25000103 » | Inscrit               | 2022                 | Image manquante Téléverser |
| Monument aux morts                                                            | Trévillers                             | Sur la place devant l'église                                | 47° 16′ 54″ nord, 6° 51′ 59″ est | « PA25000104 » | Inscrit               | 2022                 | Monument aux morts |
| Chapelle Saint-Roch d'Urtière                                                 | Urtière                                |                                                             | 47° 15′ 26″ nord, 6° 55′ 27″ est | « PA00132847 » | Inscrit               | 1994                 | Chapelle Saint-Roch d'Urtière |
| Château de Vaire-le-Grand                                                     | Vaire-Arcier                           |                                                             | 47° 17′ 01″ nord, 6° 09′ 01″ est | « PA00101731 » | Classé Classé Inscrit | 2011 2012 2012       | Château de Vaire-le-Grand |
| Tuilerie de Vaire-le-Petit                                                    | Vaire-le-Petit                         | Rue de Roche                                                | 47° 17′ 07″ nord, 6° 08′ 48″ est | « PA25000025 » | Inscrit               | 2001                 | Tuilerie de Vaire-le-Petit |
| Maison des Pourcelot                                                          | Vauclusotte                            |                                                             | 47° 16′ 43″ nord, 6° 44′ 05″ est | « PA00101732 » | Inscrit               | 1986                 | Maison des Pourcelot |
| Église Saint-Martin de Venise                                                 | Venise                                 |                                                             | 47° 20′ 57″ nord, 6° 06′ 33″ est | « PA00101733 » | Inscrit               | 1979                 | Église Saint-Martin de Venise |
| Église Sainte-Agathe de Vercel                                                | Vercel-Villedieu-le-Camp               |                                                             | 47° 11′ 03″ nord, 6° 24′ 00″ est | « PA00101734 » | Inscrit               | 1941                 | Église Sainte-Agathe de Vercel |
| Chapelle Notre-Dame-des-Bois de Villers-sous-Chalamont                        | Villers-sous-Chalamont                 | Chemin de la Mère-Eglise                                    | 46° 53′ 51″ nord, 6° 02′ 40″ est | « PA25000070 » | Inscrit               | 2010                 | Chapelle Notre-Dame-des-Bois de Villers-sous-Chalamont |
| Croix du Mont                                                                 | Villers-la-Combe                       |                                                             | 47° 14′ 02″ nord, 6° 27′ 41″ est | « PA00101761 » | Inscrit               | 1989                 | Croix du Mont |
| Chapelle Saint-Joseph-aux-Bassots de Villers-le-Lac                           | Villers-le-Lac                         | Les Bassots                                                 | 47° 03′ 36″ nord, 6° 41′ 12″ est | « PA00101735 » | Inscrit               | 1979                 | Chapelle Saint-Joseph-aux-Bassots de Villers-le-Lac |
| Ferme sur la Roche                                                            | Villers-le-Lac                         |                                                             | 47° 02′ 31″ nord, 6° 41′ 16″ est | « PA25000026 » | Inscrit               | 2001                 | Ferme sur la Roche |
| Station préhistorique de Villers-le-Lac                                       | Villers-le-Lac                         | Rocher des Pêcheurs                                         | 47° 04′ 12″ nord, 6° 41′ 39″ est | « PA00101736 » | Classé                | 1927                 | Station préhistorique de Villers-le-Lac |
| Église Saints-Pierre-et-Paul de Vorges-les-Pins                               | Vorges-les-Pins                        |                                                             | 47° 09′ 26″ nord, 5° 55′ 40″ est | « PA00101737 » | Inscrit               | 1926                 | Église Saints-Pierre-et-Paul de Vorges-les-Pins |
| Temple de Voujeaucourt                                                        | Voujeaucourt                           | 2 rue du temple                                             | 47° 28′ 31″ nord, 6° 46′ 28″ est | « PA25000083 » | Inscrit               | 2014                 | Temple de Voujeaucourt |
| Église de l'Assomption de Vuillafans                                          | Vuillafans                             |                                                             | 47° 03′ 55″ nord, 6° 12′ 59″ est | « PA00101738 » | Inscrit               | 1939                 | Église de l'Assomption de Vuillafans |
| Immeuble                                                                      | Vuillafans                             | 10 place Saint-Vernier                                      | 47° 03′ 54″ nord, 6° 12′ 59″ est | « PA00101739 » | Inscrit               | 1937                 | Immeuble |
| Maison de Balthazar Gérard                                                    | Vuillafans                             | 3 rue Gérard                                                | 47° 03′ 50″ nord, 6° 12′ 56″ est | « PA00101740 » | Inscrit               | 2014                 | Maison de Balthazar Gérard |
| Maison La Forteresse                                                          | Vuillafans                             | Rue du Téméraire                                            | 47° 03′ 59″ nord, 6° 13′ 01″ est | « PA00101741 » | Inscrit               | 1977                 | Maison La Forteresse |

## Monuments radiés
| Monument                 | Commune                  | Adresse | Coordonnées                      | Notice         | Protection    | Date      | Illustration             |
| ------------------------ | ------------------------ | ------- | -------------------------------- | -------------- | ------------- | --------- | ------------------------ |
| Maison dite La Clouterie | Labergement-Sainte-Marie |         | 46° 47′ 04″ nord, 6° 17′ 15″ est | « PA00101766 » | Inscrit Radié | 1990 2016 | Maison dite La Clouterie |